# 青岸橋
青岸橋(せいがんきょう)は、東京都武蔵村山市にある残堀川の橋。

## 概要
新宿から青梅を経て、山梨県甲府に至る青梅街道のバイパス、新青梅街道にある。